# Orthetrum taeniolatum
Orthetrum taeniolatum – gatunek ważki z rodziny ważkowatych (Libellulidae). Występuje od południowo-wschodniej Europy (greckie wyspy we wschodniej części Morza Egejskiego) i Półwyspu Arabskiego po Chiny i Azję Południową.
Dawniej do O. taeniolatum zaliczano także populacje z Afryki i zachodniej części Półwyspu Arabskiego, ale okazało się, że należą one do odrębnego gatunku – O. brevistylum (syn. O. kollmannspergeri).